# Edgar Barquín
Edgar Baltazar Barquín Durán (La Libertad, 6 de noviembre de 1958) es un contador, auditor, abogado y político guatemalteco.

## Biografía

### Primeros años y estudios realizados
Barquín nació el 6 de noviembre de 1958, en la Libertad, Petén,  siendo sus padres Francisco Barquín Zepeda y Carmelina Durán Suárez, siendo el cuarto de seis hermanos y de familia de políticos del pueblo, finalizó sus estudios primarios en la Escuela Urbana Mixta "15 de Septiembre" por lo que a los 15 años, tuvo que migrar hacia a la Ciudad de Guatemala. graduándose en 1977 de la Escuela de Comercio como Perito Contador. Se graduó de Contaduría Pública y Auditoría de la Universidad de San Carlos de Guatemala. Su primer empleo fue en el Banco de Occidente, como analista de créditos y de préstamos para el Instituto de Fomento de Hipotecas Aseguradas -FHA-.

### Presidente del Banco de Guatemala
Como presidente del BANGUAT, trabajó en la parte directiva con programas económicos y de pronósticos, afinando el esquema de metas de inflación. Asimismo, trabajó en la propuesta de cambios a la Ley de Bancos, para el fortalecimiento del Fondo de Protección del Ahorro.
Formó parte del Gabinete Económico. Desarrolló su carrera profesional en la Superintendencia de Bancos por más de 23 años ocupando varios cargos, siendo los últimos el de Superintendente de Bancos, Intendente de Coordinación Técnica y Director de Supervisión de Riesgos Financieros. Adicionalmente, se desempeñó por varios años como Gerente de Riesgos Financieros del Grupo Financiero de Occidente. Académicamente es Contador Público, Auditor, Abogado y Notario. Posee dos maestrías: una en Administración Industrial y, otra, en Derecho Económico Mercantil. Realizó Estudios Superiores de Política Monetaria y Operaciones de Banca Central, en el Centro de Estudios Monetarios Latinoamericanos (CEMLA-México), de Política Económica en el Fondo Monetario Internacional y Banco Mundial y de Seguros en la Universidad de Hartford. Además, ha realizado estudios de especialización en el extranjero en temas relacionados con supervisión bancaria, supervisión y evaluación de riesgos del sistema financiero, reestructuración de bancos, economía monetaria, supervisión de seguros, dirección bancaria y otros. Recibió entrenamiento y capacitación para la investigación de lavado de dinero y flujos de capitales de origen dudoso.

### Vicepresidenciable por LIDER
El 3 de mayo de 2015, Manuel Baldizón proclama a Barquín como vicepresidenciable a por el partido LIDER, para las elecciones generales de Guatemala de 2015.